# Institut français
Institut français, v překladu Francouzský institut, je organizace francouzského ministerstva zahraničních věcí a ministerstva kultury, jejímž cílem je propagovat francouzskou kulturu a jazyk po světě. Za tím účelem zřizuje francouzské instituty v různých zemích světa, k roku 2023 existovalo 98 poboček. V Česku funguje Francouzský institut v Praze (Štěpánská 35).
Francouzské instituty často spolupracují s organizací Alliance française, která v nich organizuje bezplatné kurzy francouzštiny. Kořeny instituce jsou v roce 1907, kdy byl založen Institut français de Florence při univerzitě v Grenoblu (dnes známé jako Université Stendhal). Iniciátorem byl francouzský spisovatel Julien Luchaire. První zahraniční institut byl založen roku 1909 v Athénách, v roce 1919 následovaly Barcelona a Neapol, velmi brzy poté, roku 1920, vznikl institut i v Praze, z velké části z iniciativy bohemisty Ernesta Denise. Státní institucí se stal institut roku 1922 (pod názvem Association française d’expansion et d’échanges artistiques), k tomuto datu se dnes organizace hlásí jako k roku svého založení. Instituty fungují podle právní úpravy z roku 2010 a od té doby se rovněž zastřešující organizace všech institutů nazývá Institut français. Je členem sdružení evropských národních kulturních institutů EUNIC.
Instituty pořádají kulturní festivaly, výstavy, filmové projekce, výměnné pobyty apod. Ve spolupráci s CNRS bylo založeno i několik Instituts français de recherche à l'étranger, které se zaměřují na propagaci francouzské vědy v zahraničí. Průkopnická činnost Francouzského institutu v oblasti kulturní diplomacie inspirovala mnohé země k vytvoření podobných organizací jakou jsou British Council, Goethe-Institut, Konfuciův institut, Instituto Cervantes, Italský kulturní institut, Japan Foundation, Slovenský inštitút nebo Česká centra.